# Belemnoteuthis
Belemnoteuthis is een geslacht van uitgestorven mollusken, dat leefde tijdens het Laat-Jura.

## Beschrijving
Deze belemniet had een dun rostrum (een inwendig gelegen sigaarvormige structuur van voornamelijk radiair gelaagd calciet). De kop bevatte tien, met klauwen uitgeruste armen. De voorzijde van het lijf (de mantel) bevatte twee vinnen. Het achterzijde was het in een punt eindigende phragmocoon (het gekamerde deel van de schelp, dat door septa in kamers is ingedeeld en waar de sipho doorheen loopt). De normale lengte van de schelp bedroeg ongeveer twaalf centimeter.

## Leefwijze
Dit carnivore geslacht bewoonde matig diepe open zeeën. De voortbeweging geschiedde door middel van een waterstraal, die met kracht uit de mantelholte werd gespoten. De tentakels waren bezet met klauwen en zuignappen en dienden om prooien te vangen.